# أودري ديوان
أودري ديوان (مواليد 1980) هي مخرجة أفلام فرنسية من أصل لبناني. قبل أن تصبح مخرجة أفلام ، عملت كصحفية وكاتبة سيناريو.  وهي عضوة في كولليكتيف 50/50 ، وهي منظمة غير حكومية فرنسية تعمل على تعزيز المساواة بين الرجل والمرأة في صناعة السينما.  في عام 2021 ، فاز فيلمها `` يحدث '' بجائزة الأسد الذهبي في مهرجان البندقية السينمائي الدولي الثامن والسبعين . 

## فيلموجرافيا

### كاتب السيناريو
- 2008 : من النار والجليد (فيلم تلفزيوني)
- 2009 : 20 شو (فيلم تلفزيوني)
- 2010 : مافيوزا ، سيسون 4
- 2010 : في عيون الأبراج
- 2012 : أغنية حوريات البحر
- 2012 : لا فرينش
- 2015 : هههها
- 2018 : عامي عامي
- 2019 : خسارته
- 2020 : باك نورد
- 2021 : يحدث

### مخرج
- 2019 : خسارته
- 2021 : يحدث

## الجوائز
| جائزة                     | تاريخ الحفل    | فئة          | عمل  | نتيجة | Ref(s) |
| ------------------------- | -------------- | ------------ | ---- | ----- | ------ |
| مهرجان البندقية السينمائي | 11 سبتمبر 2021 | الأسد الذهبي | يحدث | فوز   | [ 4 ]  |

## روابط خارجية
- أودري ديوان في قاعدة بيانات الأفلام على الإنترنت